# Bega (plaats in Australië)
Bega is een plaats in de Australische deelstaat New South Wales en telt 4536 inwoners (2006).